# Otón III de Brandeburgo
Otón III el Devoto (1215 - Brandeburgo, 9 de octubre de 1267) fue margrave de Brandeburgo junto con su hermano Juan I, desde 1220 hasta la muerte de éste en 1266. A partir de la muerte de su hermano, fue el único margrave de Brandeburgo hasta su muerte, al año siguiente.
El reinado de estos dos margraves ascanios se caracterizó por una expansión del margraviato, que se anexionó el resto de las partes de Teltow y Barnim, la Uckermark, el señorío de Stargard, la Tierra de Lubusz y partes de la Neumark al este del Oder. Consolidaron la posición de Brandeburgo dentro del Sacro Imperio Romano Germánico, lo que se vio reflejado en el hecho de que en 1256, Otón III fue un candidato a ser elegido como rey de los alemanes. Fundaron varias ciudades y desarrollaron las ciudades gemelas de Cölln y Berlín. Ampliaron el castillo ascanio en la cercana Spandau e hicieron de él su residencia preferente.
Antes de morir Juan I, dividieron el margraviato en una parte juanina (Johannine) y otra otoniana (Ottonian). Después de que se extinguiera la línea otoniana en 1317, el nieto de Juan I, Valdemar reunió el margraviato.

## Biografía

### Regencia y tutela
Otón eran el segundo hijo de Alberto II de la línea brandeburguesa de la Casa de Ascania y Mechthild (Matilde), la hija del margrave Conrado II de Lusacia, una línea menor de la Casa de Wettin. Puesto que tanto él como su hermano Juan eran menores de edad cuando su padre murió en 1220, el emperador Federico II transfirió la regencia al arzobispo Alberto I de Magdeburgo. La tutela fue asumido por un primo de los niños, el conde Enrique I de Anhalt, el hermano mayor del duque Alberto I de Sajonia, un primo de Alberto II. Como los hijos del duque Bernardo III de Sajonia, eran sus parientes más cercanos, y Enrique tenía los derechos más antiguos.
En 1221, su madre, la condesa Matilde, adquirió la regencia del arzobispo de Magdeburgo por 1900 marcos de plata y entonces gobernó conjuntamente con Enrique I. El arzobispo de Magdeburgo entonces viajó a Italia, para visitar al emperador Federico II y el duque Alberto I de Sajonia intentando conseguir el poder en Brandeburgo, causando un enfrentamiento con su hermano Enrique I. El ataque sajón supuso una oportunidad para que se implicase el conde palatino Enrique V. El emperador Federico II logró evitar un enfrentamiento, urgiéndoles a mantener la paz.
Después de que Matilde muriera en 1225, los hermanos gobernaron el margraviato de Brandeburgo conjuntamente. Juan I tenía unos 12 años en ese momento, y Otón III, 10. Fueron nombrados caballeros el 11 de mayo de 1231 en Brandenburg an der Havel y esto se toma generalmente como el comienzo de su reinado.

### Políticas domésticas

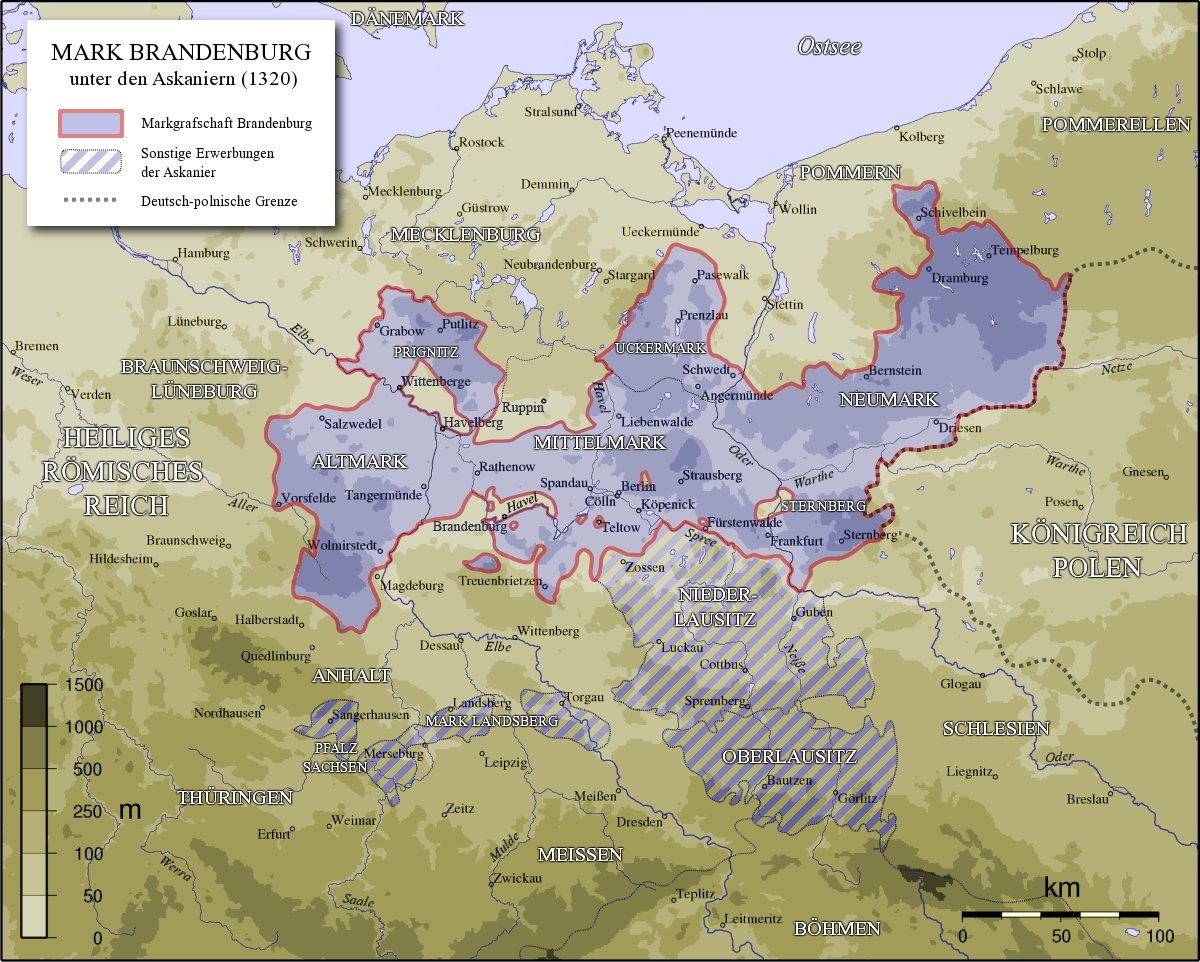
El margraviato de Brandeburgo ascanio, alrededor de 1320

Después de la muerte del conde Enrique de Brunswick-Luneburgo en 1227, los hermanos apoyaron a su sobrino, su cuñado Otón el Niño, quien solo fue capaz de prevalecer contra las pretensiones Hohenstaufen y sus vasallos por la fuerza de las armas. En 1229, hubo una contienda con el anterior regente el arzobispo Alberto, que acabaron pacíficamente. Como sus anteriores oponentes y defensores, aparecieron en la dieta de Maguncia en 1235, donde se proclamó la paz pública de Maguncia.
Después de la disputa sobre el reinado entre Conrado IV y Enrique Raspe los hermanos reconocieron a Guillermo II de Holanda como rey en 1251. Primero ejercitaron el privilegio electoral de Brandeburgo en 1257, cuando votaron por el rey Alfonso X de Castilla. Aunque Alfonso no resultó elegido, el hecho de que fueran capaces de votar ilustra la creciente importancia de Brandeburgo, que había sido fundada sólo un siglo antes, en 1157, por Alberto el Oso. Cuando Juan y Otón comenzaron a ejercer el poder, Brandeburgo era considerada un insignificante y pequeño principado en la frontera oriental. Para los años 1230, los margraves de Brandeburgo habían ganado definitivamente el puesto hereditario de Chambelán Imperial y el derecho indiscutible a votar en la elección del rey de los alemanes.

### Desarrollando el país

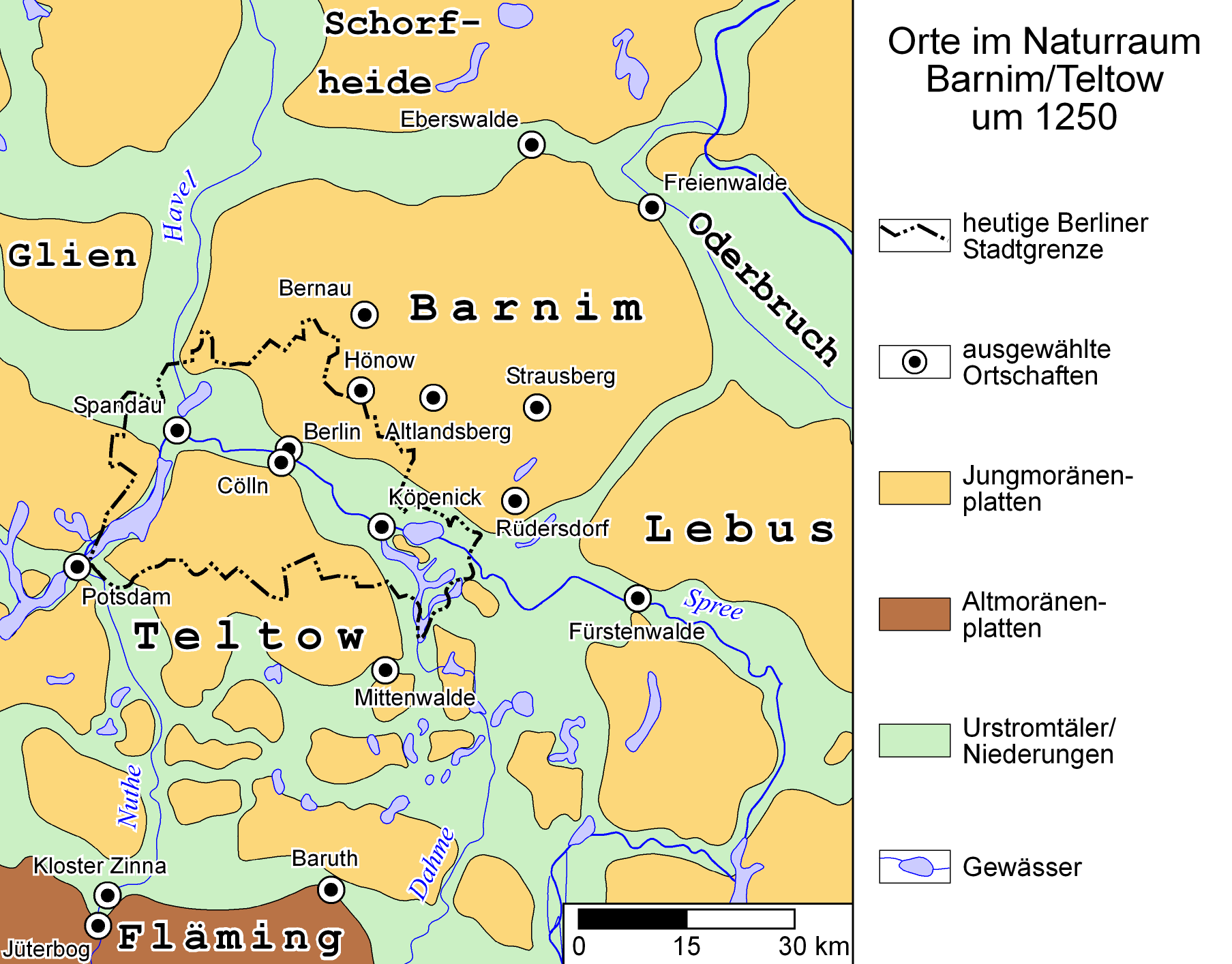
Ciudades en las mesetas de Teltow y Barnim, alrededor de 1250

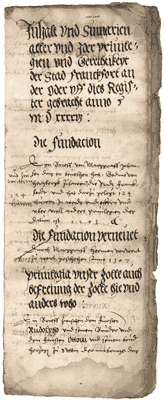
Escritura de Juan I, alzando Frankfurt an der Oder (Vrankenvorde) al estatus de ciudad en 1253

Juan I y su hermano Otón III desarrollaron el territorio de su margraviato y expandieron las ciudades, mercados y castillos, incluyendo Spandau, Cölln y Prenzlau en ciudades y centros de comercio. También ampliaron Frankfurt an der Oder y Juan I le dio estatus de ciudad en 1253.

#### La guerra de Teltow y el tratado de Landin
Entre 1230 y 1245, Brandeburgo adquirió la parte restante de Barnim y la Uckermark meridional hasta el Welse. El 20 de junio de 1236, el margraviato adquirió los señoríos de Stargard, Beseritz y Wustrow por el tratado de Kremmen del duque Vartislao III de Pomerania. Más tarde ese año, los hermanos iniciaron la construcción del castillo de Stargard, para asegurarse la parte más al norte de su territorio.
Desde 1239 hasta 1245, los hermanos combatieron en la guerra de Teltow contra los margraves de Meissen de la Casa de Wettin. Estaba en juego el castillo eslavo de Köpenick, antiguo cuartel general de la tribu sprewanen, ubicada en la confluencia de los ríos Spree y Dahme, que por entonces, estaba justo al este de Berlín; hoy es parte de la ciudad. Domina las regiones de Barnim y Teltow. En 1245, los hermanos consiguieron tomar tanto el castillo de Köpenick como una fortaleza en Mittenwalde. Desde esta base, pudieron expandirse más hacia el este. En 1249, adquirieron la Tierra de Lubusz y alcanzaron el río Oder.
En 1250, los hermanos concertaron el tratado de Landin con los duques de Pomerania. Bajo este tratado, recibieron la parte septentrional de la Uckermark (terra uckra), al norte del río Welse y los distritos de Randow y Löcknitz, a cambio de la mitad del señorío de Wolgast que Juan I había recibido como dote del rey Valdemar II de Dinamarca cuando se casó con su primera esposa, Sofía. Este tratado está considerado el nacimiento de la Uckermark como parte de Brandeburgo.

#### Políticas para estabilizar la Neumark
Durante el primer tercio del siglo XIII los colonos germanos fueron reclutados por el duque Leszek I el Blanco para asentarse en la Neumark. Después de que muriese en 1227, el gobierno central polaco se derrumbó, permitiendo a los margraves de Brandeburgo expandirse hacia el este. Adquirieron tierra al este del Oder y extendieron su dominio más allá al este hasta el río Drawa y al norte hasta el río Persante. 
Para estabilizar su nueva posesión, los margraves usaron la comprobada y eficaz política ascania de fundar monasterios y asentamientos. Ya en 1230, apoyaron al conde polaco Dionisio Bronisio cuando fundó el monasterio de Paradies cisterciense cerca de Międzyrzecz (Meseritz) como un filiation del monasterio de Lehnin. Su cooperación con el conde polaco proporcionaba una seguridad de frontera contra Pomerania y preparó la economía de la zona para integración en la Neumark. Entre los colonos de la Neumark estaba la familia von Sydow, que fue más tarde ennoblecida, la pequeña ciudad de Cedynia (Zehden; hoy en el voivodato polaco de Pomerania occidental) fue enfeudado a la noble familia von Jagow.
El historiador Stefan Warnatsch había resumido este desarrollo y los intentos de los ascanios ganar acceso al mar Báltico desde la mitad del Oder y la Uckermark de la manera siguiente: El gran éxito de la expansión territorial en el siglo XIII fue en gran medida debido a los bisnietos de Alberto el Oso [...]. El diseño de su reinado alcanzó mucho más lejos espacialmente y en concepto entonces que el de sus predecesores. Según Lutz Partenheimer: [alrededor de 1250], los ascanios habían rechazado a sus competidores de Magdeburgo, Wettin, Mecklemburgo, Pomerania, Polonia y los competidores menores de todos los frentes.  Sin embargo, Juan I y Otón III no lograron producir la estratégicamente importante conexión con el mar Báltico.

### Desarrollo en la región de Berlín
El desarrollo de la región de Berlín está relacionada estrechamente con las demás políticas de los dos margraves. Las dos ciudades que formarían Berlín (Cölln y Berlín) fueron fundados relativamente tarde. Los asentamientos empezaron alrededor de 1170 y lograron el estatus de ciudad alrededor de 1240. Otros asentamientos en la zona, como Spandau y Köpenick, se remontan al período eslavo (desde alrededor de 720) y estos naturalmente tuvieron una importancia mayor estratégica y política que las jóvenes ciudades comerciales de Cölln y Berlín. Durante mucho tiempo la frontera entre los territorios de las tribus eslavas Hevelli y Sprewanen cruzaron justo a través de la zona de lo que hoy es Berlín. Alrededor de 1130, Spandau fue un puesto de avanzada oriental de los Hevelli bajo Pribislav. Cuando Pribilav murió en 1150, Spandau cayó en favor de Brandeburgo bajo los términos de un tratado de herencia entre Pribislav y Alberto el Oso. Brandeburgo no adquiriría Köpenick hasta 1245.

#### Residencia en Spandau

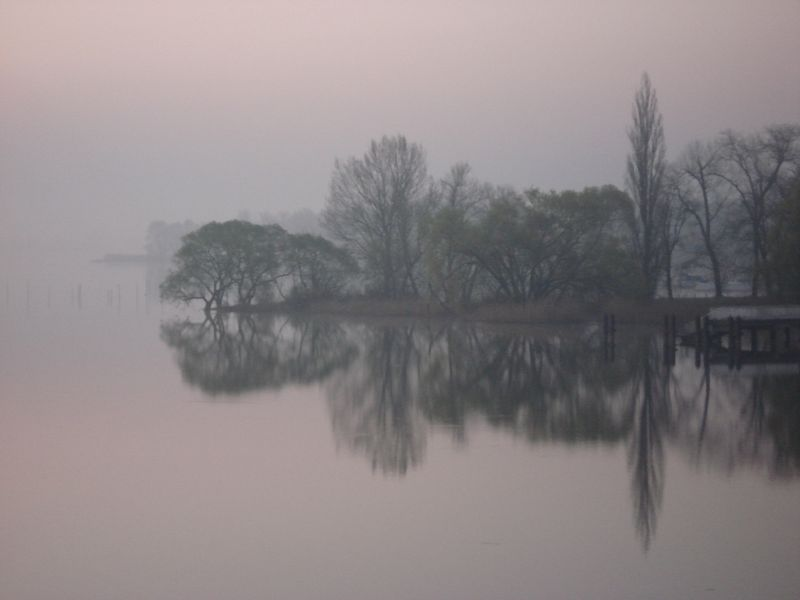
Plauer See, el escenario de una batalla contra Magdeburgo en 1229

En 1229, los margraves de Brandeburgo perdieron una batalla contra su anterior guardián, el arzobispo de Magdeburgo en el Plauer See, cerca de su residencia en Brandenburg an der Havel. En los años siguientes, los hermanos hicieron de Spandau su residencia preferente, cerca de Tangermünde en la Altmark. Entre 1232 y 1266, se han documentado diecisiete estancias en Spandau, más que en ninguna otra ciudad.
Alberto el Oso probablemente amplió la isla fortaleza en Spandau hacia el este antes o poco después de su victoria contra un cierto Jaxa (este era probablemente Jaxa de Köpenick) en 1157. Hacia fines del siglo XII, los ascanios trasladaron la fortaleza alrededor de un kilómetro al norte, hasta la localización de lo que hoy es la ciudadela de Spandau, probablemente por la subida del agua. Se había establecido una fortaleza ascania en este lugar en 1197.  Juan I y Otón III expandieron la fortaleza y promocionaron la civitas en el asentamiento adyacente. Dieron derechos a la ciudad en 1232 o antes. Fundaron el convento benedictino de Santa María en 1239. La Nonnendammallee, una de las calles más antiguas en Berlín y como parte Nonnendamm de una ruta comercial tan pronto como el siglo XIII, es aún un recordatorio del antiguo convento

#### Expansión de Cölln y Berlín

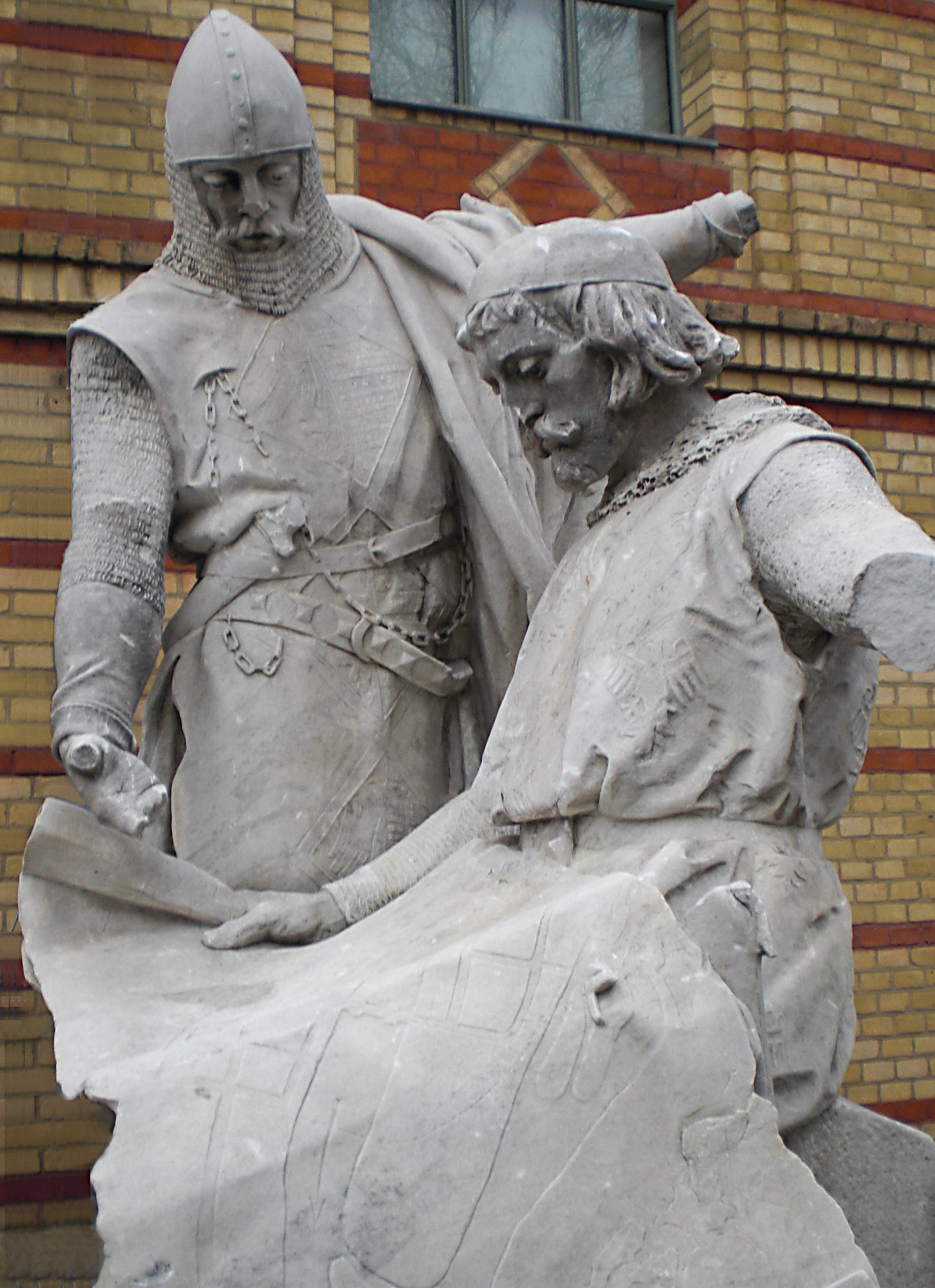
Juan I (sentado) y Otón III estudiando la (supuesta) carta ciudadana de Berlín y Cölln (hoy en la ciudadela de Spandau)

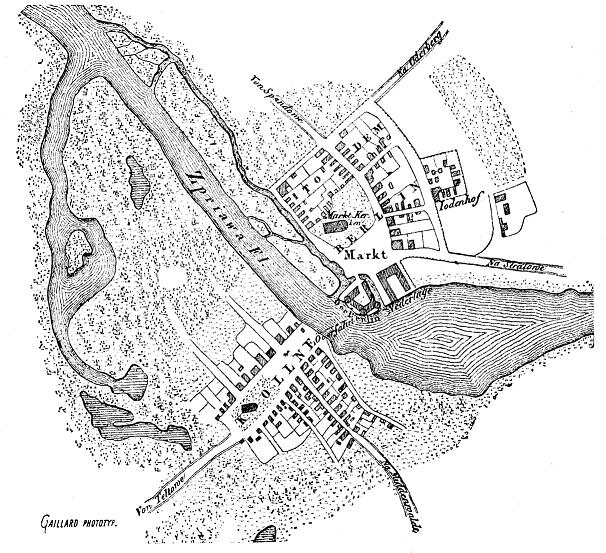
Berlín y Cölln alrededor de 1230

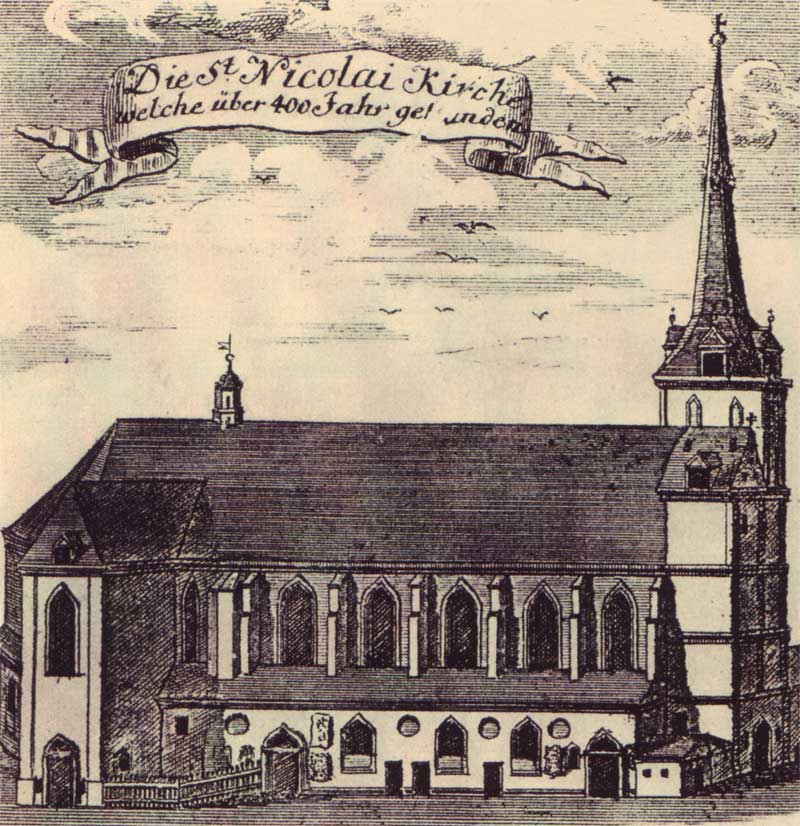
Iglesia de san Nicolás de Berlín fundada alrededor de 1220/1230, cuadro de 1740

Según el actual estado de las investigaciones, no hay evidencia de que existiera un asentamiento eslavo en la zona alrededor de las ciudades gemelas de Berlín y Cölln.  El vado cruzando el en gran medida pantanoso valle glacial de Berlín ganó importancia durante el período de transición eslavo-germano, cuando Juan I y Otón III colonizaron las escasamente pobladas mesetas de Teltow y Barnim con eslavos locales e inmigrantes germanos.
Según Adriaan von Müller, la importancia estratégica de Cölln y Berlín, y la razón para la fundación fue probablemente formar un contrapeso a Köpenick, un núcleo de comercio seguro que tenían los Wettin con sus propias rutas comerciales al norte y al este. El amplio vado que cruzaba dos o incluso tres brazos fluviales podían protegerse mejor mediante asentamientos fortificados en las dos orillas del río. Los margraves protegieron la ruta a Halle cruzando la noroccidental meseta de Teltow por una cadena de pueblos templarios: Marienfelde, Mariendorf, Rixdorf y Tempelhof. Después de los ascanios derrotasen a los Wettin en la guerra de Teltow de 1245, la importancia de Köpenick decreció, tomó una creciente posición central en la red comercial en desarrollo.
Según Winfried Schich, podemos asumir que Berlín y Cölln deben su desarrollo como asentamientos urbanos a los cambios estructurales en esta zona debidos a la expansión durante la Alta Edad Media, que llevaron tanto a una mayor densidad de población y una reorganización de rutas comerciales a larga distancia. [...] Las mesetas diluviales de Teltow y Barnim con sus suelos pesados y relativamente fértiles, fueron sistemáticamente pobladas y cultivadas durante el reinado de los margraves Juan I y Otón III.  Durante la primera fase del asentamiento, las tierras bajas a lo largo del río con sus suelos más ligeros parecen haber sido los lugares de asentamiento preferidos.
Según la Chronica Marchionum Brandenburgensium de 1280, Berlín y otros lugares fueron construidos' (exstruxerunt) por Juan I y Otón III. Puesto que su reinado había comenzado en 1225, la época en torno a 1230 está considerada como el momento de la fundación de Berlín. Recientes investigaciones arqueológicas han descubierto evidencias de ciudades de mercado de finales del siglo XII tanto en Cölln como en Berlín. Noventa tumbas fueron excavadas en la Iglesia de San Nicolás de Berlín, el edificio más antiguo de Berlín, con cimientos que se remontan a 1220-1230 y algunas de estas tumbas pueden ser también del finales del siglo XII. Esto implica que los dos margraves realmente no fundaron las ciudades de Cölln y Berlín, aunque desempeñaron un papel decisivo en la temprana expansión de las ciudades.
Entre los privilegios concedidos a las dos ciudades por los margraves estuvieron la ley brandeburguesa (incluyendo la ausencia de peajes, libre ejercicio del comercio, derechos de propiedad hereditarios) y en particular el derecho de emporio, que dio a Cölln y Berlín una ventaja económica sobre Spandau y Köpenick. Los margraves dieron el Mirica, el páramo de Cölln, con todos sus derechos de uso, a los ciudadanos de Cölln. La conexión de los margraves con Berlín se pone también en evidencia por su elección de Hermann von Langele como su confesor. Este Hermann von Langele fue el primer miembro conocido del convento franciscano de Berlín. Se le menciona como testigo en una escritura otorgada por el margrave en Spandau en 1257.

### La muerte de Otón
Otón III murió el 9 de octubre de 1267 en su residencia en Brandenburg an der Havel. Aunque la tumba tradicional de los ascanios estaba en la abadía de Lehnin, en su mitad del margraviato, prefirió ser enterrado en el monasterio dominico en Strausberg que había fundado en 1252. Los ascanios habían abandonado la abadía de Lehnin en cuanto a regalos y donaciones desde la regencia de su madre, quien era probablemente no muy cercana a la abadía en la meseta de Zauche.

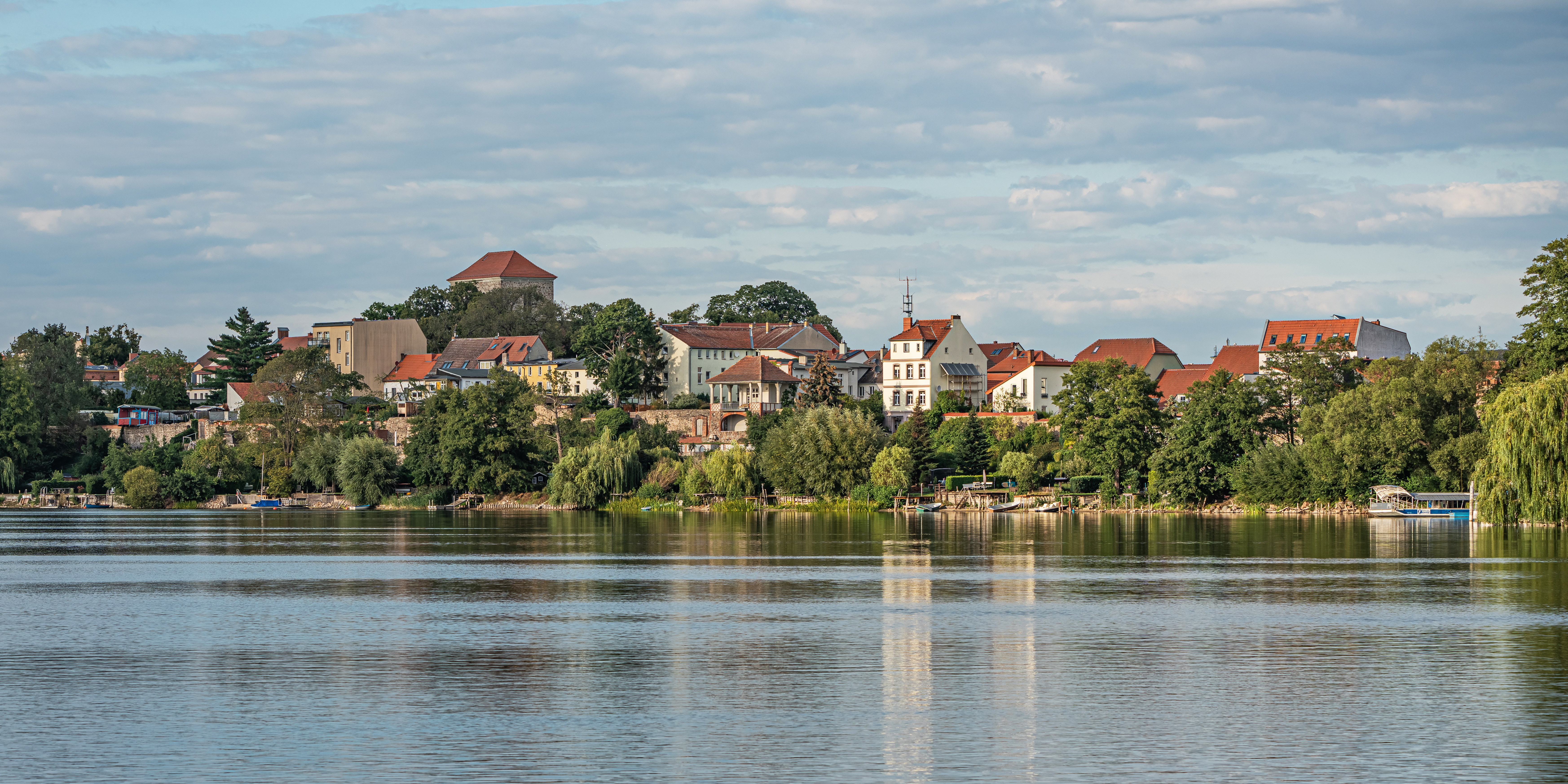
La ciudad donde Otón III fue enterrado: Strausberg, en las orillas del lago Straussee

El historiador Otto Tschirch escribe sobre la muerte de Otón: [...] La residencia favorita de Otón, aparte del castillo en la isla catedral, parece haber sido la corte del margrave en la Nueva Ciudad (esto es, al oeste del río) en Brandenburg an der Havel, en el lugar donde más tarde se construyó el monasterio de San Pauli. Murió aquí, unos pocos meses después que su hermano mayor Juan, quien murió en la segunda mitad del 1266. Después de acudir a misa dominical, murió en la presencia de numerosos frailes dominicos por quienes sentía especial inclinación. Esto es por lo que la corte fue más tarde donada a la orden dominica, que construyó un monasterio en este lugar. Su esposa, Beatriz de Bohemia, y sus dos hijos mayores, Juan III y Otón V, llevaron su cuerpo a Strausberg, donde fue enterrado en el coro de la iglesia dominica que había fundado, según sus solemnes últimos deseos

## Herencia y descendientes
El gobierno conjunto de los margraves acabó en 1258 con una división de su territorio. Una división inteligentemente pensada y una política continuamente consensuada impidieron que el margraviato se hundiera. Los preparativos para la reorganización pudieron haber comenzado en 1250, cuando se adquirió la Uckermark, pero no más tarde de 1255, cuando Juan I se casó con Juta (Jutta, Brigitte, esto es, Brígida), la hija del duque Alberto I de Sajonia-Wittenberg.

### Líneas juanina y otoniana

#### Abadía de Chorin - Tumba y la política del poder

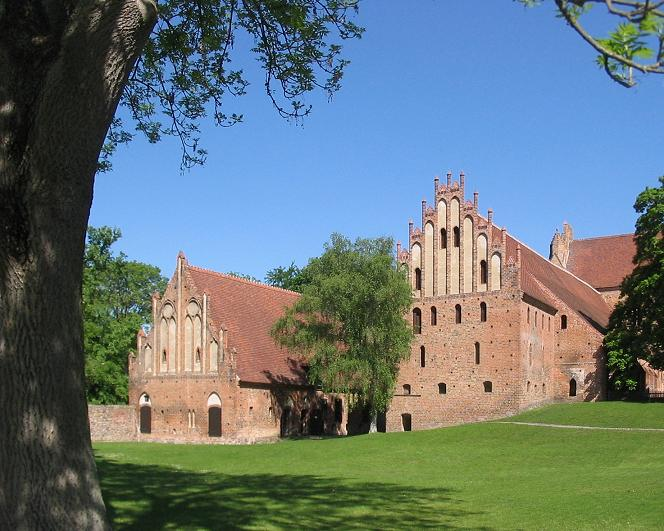
Abadía de Chorin, lugar de enterramiento de Juan I

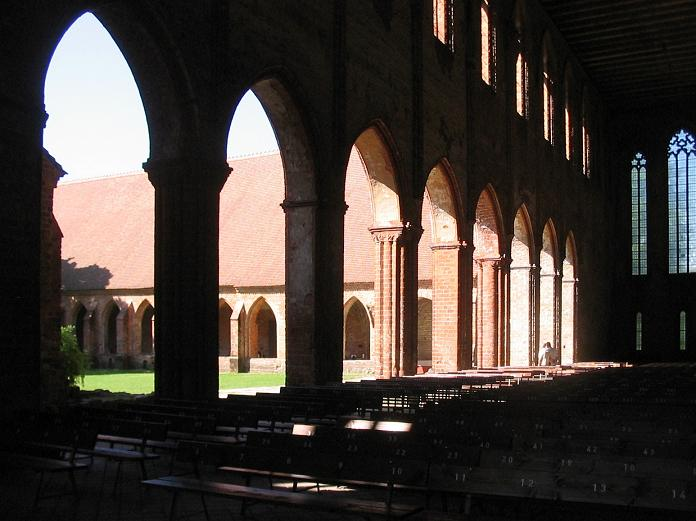
Iglesia de la abadía de Chorin

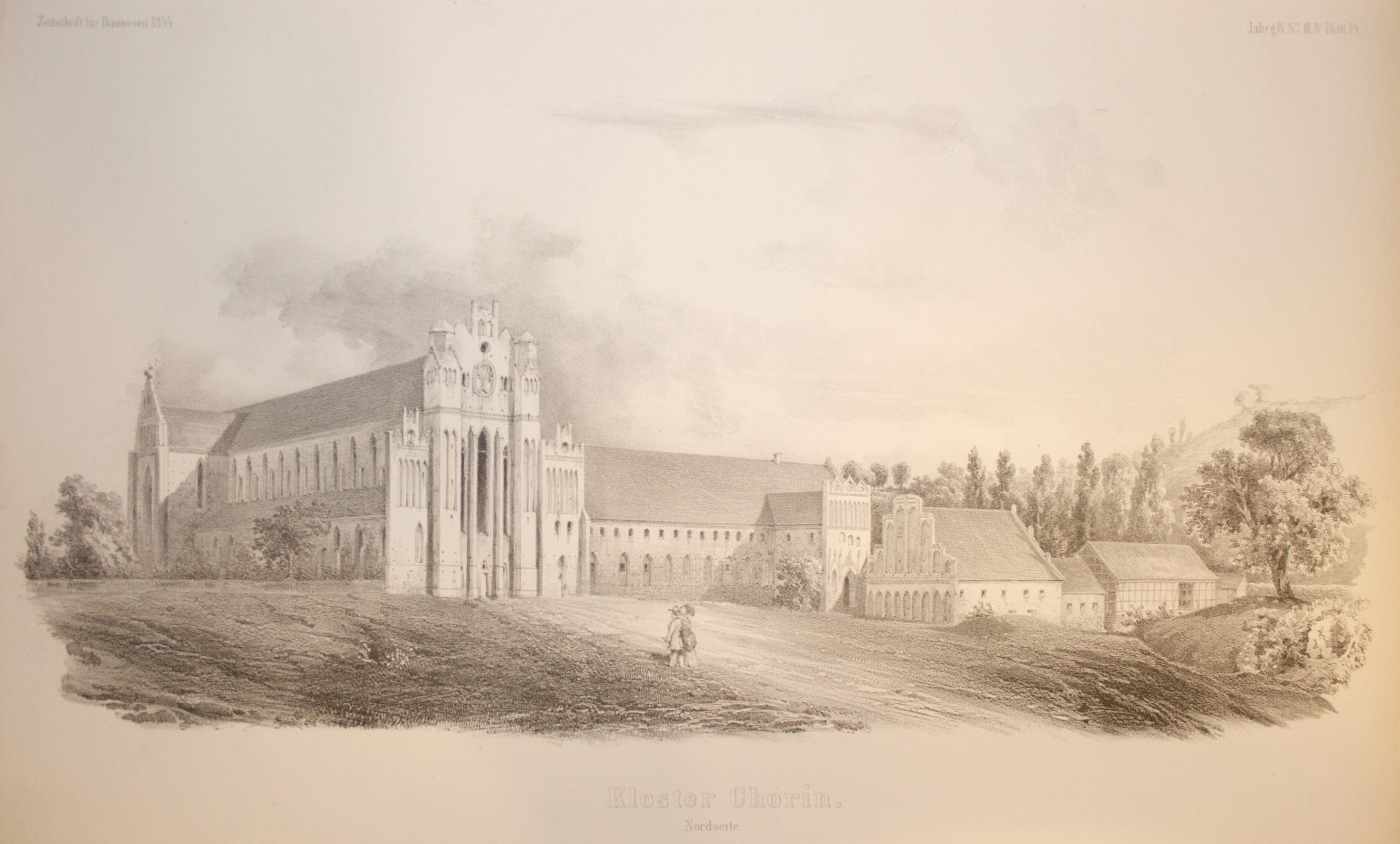
Abadía de Chorin, fundada por Juan I y Otón III, lado septentrional, 1854

La política matrimonial y la división consumada en 1258 del estado llevaron a la fundación conjunta del monasterio de Mariensee en la antigua isla en el lago Parsteiner See sobre el borde nororiental de lo que hoy es Barnim. Hasta entonces, los margraves de Brandeburgo se enterraban en la abadía de Lehnin, en la parte otoniana del margraviato. El monasterio de Mariensee proporcionaría a la línea juanina con un lugar de enterramiento propio. La construcción del monasterio empezó en 1258 con monjes procedentes de Lehnin. Pero incluso antes de que se terminara la construcción de Marinesee en 1273, se tomó una decisión, de trasladarlo a un lugar aproximadamente a unos ocho kilómetros al suroeste con el nuevo nombre de abadía de Chorin. Cuando Juan I murió en 1266, fue inicialmente enterrado en Mariensee. En 1273, su cuerpo fue trasladado a la abadía de Chorin. Parece que en 1266, Juan I organizó que el monasterio se trasladara y que donó ricos regalos a la nueva abadía de Chorin, incluyendo el pueblo de Parstein. Sus hijos más tarde confirmaron estas donaciones en beneficio del alma de su padre y las suyas propias.
Como con todos los monasterios fundados por los ascanios, las consideraciones políticas y económicas desempeñaron un importante papel, junto con los aspectos pastorales. Existía en la isla un terraplén circular eslavo, al oeste del monasterio. Juan I y Otón III probablemente usaron este terraplén como un castillo contra sus competidores pomeranios. El monasterio desempeñaría funciones centrales y administrativas.  "Tanto la fundación en sí misma como la ubicación en un centro regional 'cruzando' la línea comercial [...] en un área habitada se interpretan como el resultado de cálculos políticos".

#### División del margraviato
Cuando se dividió el margraviato, Juan I recibió Stendal y la Altmark, que era considerada la "cuna" de Brandeburgo y seguiría aparte hasta 1806. También recibió la Havelland y la Uckermark. Su hermano Otón III recibió Spandau, Salzwedel, Barnim, la Tierra de Lubusz y Stargard. Los factores más importantes en esta división fueron los ingresos y el número de vasallos; los factores geográficos tuvieron sólo una influencia menor. Sus sucesores como margraves de Brandeburgo, Otón IV "con la Flecha", Valdemar "el Grande" y Enrique II "el Niño" todos proceden de la línea juanina. Los hijos y nietos de Otón y los hijos menores de Juan también se llamaron a sí mismos "margraves de Brandeburgo" y como tales firmaron conjuntamente documentos oficiales —por ejemplo, los hijos de Juan II y Conrado firmaron conjuntamente en 1273 la decisión de trasladar el monasterio de Mariensee a Chorin— sin embargo, siguieron siendo "co-regentes".
La línea otoniana se extinguió en 1317 con la muerte del margrave Juan V en Spandau, de manera que Brandeburgo fue reunida bajo Valdemar el Grande. La línea juanina se extinguió sólo tres años después, con la muerte de Enrique el Niño en 1320, poniendo fin al dominio ascanio en Brandeburgo. En 1290, diecinueve margraves de las dos líneas se habían reunidos en una colina cerca de Rathenow; en 1318 sólo quedaban vivos dos margraves: Valdemar y Enrique el Niño.  El último ascanio en Brandeburgo, Enrique el Niño, de once años, sólo tuvo un papel menor y estaba ya a merced de varias familias que intentaban hacerse con el poder en el previsible vacío inmediato.

## Matrimonio y descendencia
En 1244, Otón III se casó con Beatriz de Bohemia (Božena), hija del rey Wenceslao I de Bohemia. Alta Lusacia llegó a Brandeburgo a través de este matrimonio. Ellos tuvieron los siguientes hijos:
- Juan III "de Praga" (1244-1268)
- Otón V "el alto" (h. 1246 -1298)[26]
- Alberto III (h. 1250 - 1300)
- Otón VI "el Breve" (h. 1255 -1303)
- Cunegunda (muerta h. 1292), casada:

En 1264 con el duque de Eslavonia Bela (1245-1269)
En 1273 con el duque Valerán IV de Limburgo
- Matilde (m. 1316), casada en 1266 con el duque  Barnim I de Pomerania (c.1218 -1278)

## Doble estatua de los hermanos en la Siegesallee

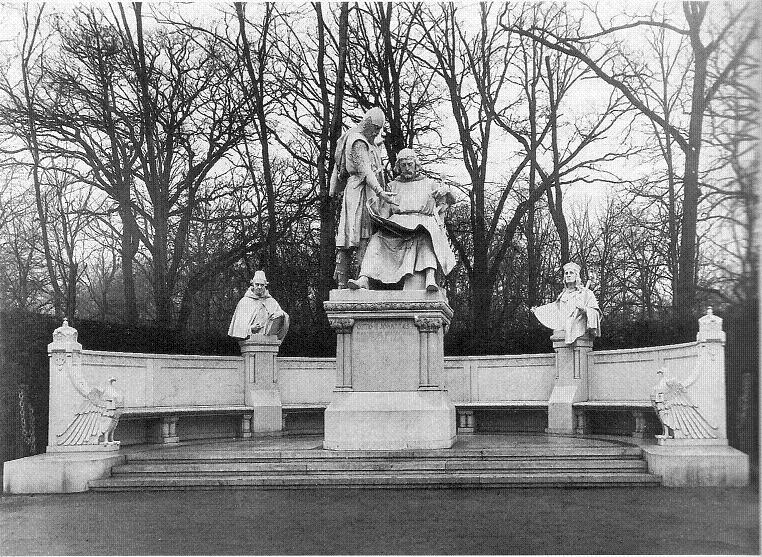
Siegesallee en Berlín con la estatua doble de los margraves Juan I y Otón III. La figura del lado izquierdo es el sacerdote Simeon de Cölln, la figura a la derecha Marsilio de Berlín. Escultor: Max Baumbach, desvelada en 1900

La estatua doble representada a la izquierda se alzaba en la Siegesallee en el Großer Tiergarten en Berlín. La Siegesallee fue un grand boulevard encargado por el emperador Guillermo II en 1895 con estatuas ilustrando la historia de Brandeburgo y Prusia. Entre 1895 y 1901, 27 escultures dirigidos por Reinhold Begas crearon 32 estatuas de gobernantes prusianos y brandeburgueses, cada una de 2,75 m de alto. Cada estatua estaba flanqueada por dos bustos menores representando a personas que tuvieron un importante papel en la vida del líder histórico.
La estatua central en el grupo 5 era una estatua doble de Juan y Otón. A la izquierda había un busto del propst Simeón de Cölln, quien fue testigo, el 28 de octubre de 1237, junto con el obispo Gernando de Brandeburgo, de la escritura más antigua en la que se menciona Cölln. A la derecha hay un busto de Marsilio de Berlín, el primer alcalde (Schultheiß) documentado de Berlín. Fue simultáneamente alcalde de Cölln.
La elección de líderes seculares y eclesiásticos de Berlín y Cölln como personajes que los acompañan a Juan y Otón, subroya el papel decisivo que la ciudad de Berlín tuvo en las vidas de los margraves, opina Reinhold Koser, el historiador que investigó la Siegesallee. Koser considera la fundación y desarrollo de la ciudad como la política más importante de los margraves, incluso más que la expansión del principado y la fundación del monasterio. También le impresionó el consenso que caracterizó su gobierno conjunto, Como se presenta en la Crónica de 1280. Según Koser, el escultor Max Baumbach fue responsable de la decisión de hacer de la fundación de Berlín el tema central de la estatua doble, más que la expansión o la fundación del monasterio.
Juan I está representado sentado sobre una piedra, con la carta de la ciudad de Berlín y Cölln extendida sobre sus rodillas. Otón III, más joven, el señala la escritura con una mano, mientras que su otro brazo descansa sobre una lanza. Los brazos extendidos y la cabeza inclinada sugieren la protección y promoción de los hermanos de las dos ciudades gemelas. El hecho de que los dos jóvenes estén representados como hombres maduros se vio por Koser como legitimador del derecho de libertad artística. Dos adolescentes no habrían sido capaces de expresar adecuadamente la fundación de una ciudad mundial del futuro, desde la perspectiva de la interpretación de la historia de finalesdel siglo XIX.
La arquitectura general del grupo estatuario mantiene un estilo romántico. Según Uta Lehnert, las dos águilas muestran características del Jugendstil.

## Antepasados
|  |                                       |  |  |  |  |  |  |  |  |  |  |  |  |  |  |  |
|  | 16. Otón de Ballenstedt               |  |  |  |  |  |  |  |  |  |  |  |  |  |  |  |
|  |                                       |  |  |  |  |  |  |  |  |  |  |  |  |  |  |  |
|  |                                       |  |  |  |  |  |  |  |  |  |  |  |  |  |  |  |
|  | 8. Alberto el Oso                     |  |  |  |  |  |  |  |  |  |  |  |  |  |  |  |
|  |                                       |  |  |  |  |  |  |  |  |  |  |  |  |  |  |  |
|  |                                       |  |  |  |  |  |  |  |  |  |  |  |  |  |  |  |
|  | 17. Eilika de Sajonia                 |  |  |  |  |  |  |  |  |  |  |  |  |  |  |  |
|  |                                       |  |  |  |  |  |  |  |  |  |  |  |  |  |  |  |
|  |                                       |  |  |  |  |  |  |  |  |  |  |  |  |  |  |  |
|  | 4. Otón I de Brandeburgo              |  |  |  |  |  |  |  |  |  |  |  |  |  |  |  |
|  |                                       |  |  |  |  |  |  |  |  |  |  |  |  |  |  |  |
|  |                                       |  |  |  |  |  |  |  |  |  |  |  |  |  |  |  |
|  | 18. Germán I de Winzenburg            |  |  |  |  |  |  |  |  |  |  |  |  |  |  |  |
|  |                                       |  |  |  |  |  |  |  |  |  |  |  |  |  |  |  |
|  |                                       |  |  |  |  |  |  |  |  |  |  |  |  |  |  |  |
|  | 9. Sofía de Winzenburg                |  |  |  |  |  |  |  |  |  |  |  |  |  |  |  |
|  |                                       |  |  |  |  |  |  |  |  |  |  |  |  |  |  |  |
|  |                                       |  |  |  |  |  |  |  |  |  |  |  |  |  |  |  |
|  | 19. Una condesa de Everstein          |  |  |  |  |  |  |  |  |  |  |  |  |  |  |  |
|  |                                       |  |  |  |  |  |  |  |  |  |  |  |  |  |  |  |
|  |                                       |  |  |  |  |  |  |  |  |  |  |  |  |  |  |  |
|  | 2. Alberto II de Brandeburgo          |  |  |  |  |  |  |  |  |  |  |  |  |  |  |  |
|  |                                       |  |  |  |  |  |  |  |  |  |  |  |  |  |  |  |
|  |                                       |  |  |  |  |  |  |  |  |  |  |  |  |  |  |  |
|  | 20. Teodorico VI de Holanda           |  |  |  |  |  |  |  |  |  |  |  |  |  |  |  |
|  |                                       |  |  |  |  |  |  |  |  |  |  |  |  |  |  |  |
|  |                                       |  |  |  |  |  |  |  |  |  |  |  |  |  |  |  |
|  | 10. Florencio III de Holanda          |  |  |  |  |  |  |  |  |  |  |  |  |  |  |  |
|  |                                       |  |  |  |  |  |  |  |  |  |  |  |  |  |  |  |
|  |                                       |  |  |  |  |  |  |  |  |  |  |  |  |  |  |  |
|  | 21. Sofía de Rheineck                 |  |  |  |  |  |  |  |  |  |  |  |  |  |  |  |
|  |                                       |  |  |  |  |  |  |  |  |  |  |  |  |  |  |  |
|  |                                       |  |  |  |  |  |  |  |  |  |  |  |  |  |  |  |
|  | 5. Ada o Adelaida de Holanda          |  |  |  |  |  |  |  |  |  |  |  |  |  |  |  |
|  |                                       |  |  |  |  |  |  |  |  |  |  |  |  |  |  |  |
|  |                                       |  |  |  |  |  |  |  |  |  |  |  |  |  |  |  |
|  | 22. Enrique de Escocia                |  |  |  |  |  |  |  |  |  |  |  |  |  |  |  |
|  |                                       |  |  |  |  |  |  |  |  |  |  |  |  |  |  |  |
|  |                                       |  |  |  |  |  |  |  |  |  |  |  |  |  |  |  |
|  | 11. Ada de Huntingdon                 |  |  |  |  |  |  |  |  |  |  |  |  |  |  |  |
|  |                                       |  |  |  |  |  |  |  |  |  |  |  |  |  |  |  |
|  |                                       |  |  |  |  |  |  |  |  |  |  |  |  |  |  |  |
|  | 23. Ada de Warenne                    |  |  |  |  |  |  |  |  |  |  |  |  |  |  |  |
|  |                                       |  |  |  |  |  |  |  |  |  |  |  |  |  |  |  |
|  |                                       |  |  |  |  |  |  |  |  |  |  |  |  |  |  |  |
|  | 1. Otón III, margrave de Brandeburgo  |  |  |  |  |  |  |  |  |  |  |  |  |  |  |  |
|  |                                       |  |  |  |  |  |  |  |  |  |  |  |  |  |  |  |
|  |                                       |  |  |  |  |  |  |  |  |  |  |  |  |  |  |  |
|  | 24. Conrado I de Meissen              |  |  |  |  |  |  |  |  |  |  |  |  |  |  |  |
|  |                                       |  |  |  |  |  |  |  |  |  |  |  |  |  |  |  |
|  |                                       |  |  |  |  |  |  |  |  |  |  |  |  |  |  |  |
|  | 12. Dedo III de Lusacia               |  |  |  |  |  |  |  |  |  |  |  |  |  |  |  |
|  |                                       |  |  |  |  |  |  |  |  |  |  |  |  |  |  |  |
|  |                                       |  |  |  |  |  |  |  |  |  |  |  |  |  |  |  |
|  | 25. Luitgarda de Ravenstein           |  |  |  |  |  |  |  |  |  |  |  |  |  |  |  |
|  |                                       |  |  |  |  |  |  |  |  |  |  |  |  |  |  |  |
|  |                                       |  |  |  |  |  |  |  |  |  |  |  |  |  |  |  |
|  | 6. Conrado II de Lusacia              |  |  |  |  |  |  |  |  |  |  |  |  |  |  |  |
|  |                                       |  |  |  |  |  |  |  |  |  |  |  |  |  |  |  |
|  |                                       |  |  |  |  |  |  |  |  |  |  |  |  |  |  |  |
|  | 26. Goswin II de Valkenburg-Heinsberg |  |  |  |  |  |  |  |  |  |  |  |  |  |  |  |
|  |                                       |  |  |  |  |  |  |  |  |  |  |  |  |  |  |  |
|  |                                       |  |  |  |  |  |  |  |  |  |  |  |  |  |  |  |
|  | 13. Matilde de Heinsberg              |  |  |  |  |  |  |  |  |  |  |  |  |  |  |  |
|  |                                       |  |  |  |  |  |  |  |  |  |  |  |  |  |  |  |
|  |                                       |  |  |  |  |  |  |  |  |  |  |  |  |  |  |  |
|  | 27. Adelaida de Sommerschenburg       |  |  |  |  |  |  |  |  |  |  |  |  |  |  |  |
|  |                                       |  |  |  |  |  |  |  |  |  |  |  |  |  |  |  |
|  |                                       |  |  |  |  |  |  |  |  |  |  |  |  |  |  |  |
|  | 3. Matilde de Groitzsch               |  |  |  |  |  |  |  |  |  |  |  |  |  |  |  |
|  |                                       |  |  |  |  |  |  |  |  |  |  |  |  |  |  |  |
|  |                                       |  |  |  |  |  |  |  |  |  |  |  |  |  |  |  |
|  | 28. Boleslao III                      |  |  |  |  |  |  |  |  |  |  |  |  |  |  |  |
|  |                                       |  |  |  |  |  |  |  |  |  |  |  |  |  |  |  |
|  |                                       |  |  |  |  |  |  |  |  |  |  |  |  |  |  |  |
|  | 14. Miecislao III el Viejo            |  |  |  |  |  |  |  |  |  |  |  |  |  |  |  |
|  |                                       |  |  |  |  |  |  |  |  |  |  |  |  |  |  |  |
|  |                                       |  |  |  |  |  |  |  |  |  |  |  |  |  |  |  |
|  | 29. Salomé de Berg                    |  |  |  |  |  |  |  |  |  |  |  |  |  |  |  |
|  |                                       |  |  |  |  |  |  |  |  |  |  |  |  |  |  |  |
|  |                                       |  |  |  |  |  |  |  |  |  |  |  |  |  |  |  |
|  | 7. Isabel de Polonia                  |  |  |  |  |  |  |  |  |  |  |  |  |  |  |  |
|  |                                       |  |  |  |  |  |  |  |  |  |  |  |  |  |  |  |
|  |                                       |  |  |  |  |  |  |  |  |  |  |  |  |  |  |  |
|  | 30. Béla II de Hungría                |  |  |  |  |  |  |  |  |  |  |  |  |  |  |  |
|  |                                       |  |  |  |  |  |  |  |  |  |  |  |  |  |  |  |
|  |                                       |  |  |  |  |  |  |  |  |  |  |  |  |  |  |  |
|  | 15. Isabel de Hungría                 |  |  |  |  |  |  |  |  |  |  |  |  |  |  |  |
|  |                                       |  |  |  |  |  |  |  |  |  |  |  |  |  |  |  |
|  |                                       |  |  |  |  |  |  |  |  |  |  |  |  |  |  |  |
|  | 31. Elena de Raška                    |  |  |  |  |  |  |  |  |  |  |  |  |  |  |  |
|  |                                       |  |  |  |  |  |  |  |  |  |  |  |  |  |  |  |
|  |                                       |  |  |  |  |  |  |  |  |  |  |  |  |  |  |  |